# Dimensions in Time
Dimensions in Time est un épisode spécial de la première série de Doctor Who cross-over avec le soap opera EastEnders destiné à marquer les 30 ans de Doctor Who. Il a été diffusé en deux parties, le 26 et 27 novembre 1993.

## Accroche
Le 4e Docteur prévient toutes ses incarnations, la terrible Rani est sur le point d'en vouloir à l'univers entier. Elle emprisonne donc les différentes incarnations du Docteur, ses compagnons et ses ennemis dans le même quartier de Londres et ne cesse de faire changer les règles du temps.

## Distribution

### Les Docteurs
- Sylvester McCoy : septième Docteur
- Jon Pertwee : troisième Docteur
- Tom Baker : quatrième Docteur
- Peter Davison : cinquième Docteur
- Colin Baker : sixième Docteur

### Compagnons
- Sophie Aldred : Ace
- Carole Ann Ford : Susan Foreman
- Deborah Watling : Victoria Waterfield
- Nicholas Courtney : Brigadier Lethbridge-Stewart
- Richard Franklin : Le Capitaine Mike Yates
- Caroline John : Liz Shaw
- Elisabeth Sladen : Sarah Jane Smith
- Louise Jameson : Leela
- John Leeson : Voix de K-9
- Lalla Ward : Romana
- Sarah Sutton : Nyssa
- Nicola Bryant : Peri Brown
- Bonnie Langford : Mel Bush

### Autres personnages
- Kate O'Mara : La Rani
- Samuel West : Cyrian
- Deepak Verma : Sanjay Kapoor
- Shobu Kapoor : Gita Kapoor
- Wendy Richard : Pauline Fowler
- Gillian Taylforth : Kathy Beale
- Letitia Dean : Sharon Watts
- Pam St. Clement : Pat Butcher
- Nicola Stapleton : Mandy Salter
- Mike Reid : Frank Butcher
- Adam Woodyatt : Ian Beale
- Steve McFadden : Phil Mitchell
- Ross Kemp : Grant Mitchell

## Résumé

### Première partie
L'épisode commence par l'irruption du 3e Docteur, joué par Jon Pertwee sur le plateau de l'émission Children in Need. Il prédit au présentateur Noel Edmonds qu'il sera encore à l'antenne dans 20 ans.
Le 4e Docteur explique que la Rani, une seigneur du temps renégate vient de mettre en danger le Docteur et qu'elle-même à piégée ses deux précédentes incarnations. En effet, elle aurait ouvert une brèche dans le temps permettant d'accéder aux différentes vies du Docteur. Elle utilise ce pouvoir afin de causer l'apparition et la disparition du Docteur et de ses compagnons à différents points du temps. Son but est de capturer toutes incarnations du Docteur et de les enfermer dans le quartier est de Londres.
Après une attaque de la Rani, le septième Docteur et Ace font atterrir le TARDIS dans le quartier de Greenwich, à côté du Cutty Sark. Le Docteur trouve un journal indiquant l'année 1973 mais a du mal à s'y faire. La Rani provoque des sauts dans le temps et Ace se retrouve dans le quartier fictif d'Albert Square (lieu de la série EastEnders) en 1993 au côté du sixième Docteur. Alors qu'un des marchands, Sanjay Kapoor, tente de vendre une nouvelle veste à Ace, sa femme, Gita, dit au sixième Docteur que ce type de veste va faire rage en 1994, un nouveau saut dans le temps a lieu. Le troisième Docteur et Mel Bush se retrouvent en 2013 face au personnage de Pauline Fowler et Kathy Beale, qui ont vieilli. Un nouveau saut dans le temps ramène l'action à 1973 lorsque les deux mêmes personnages se souviennent de l'Assassinat de John F. Kennedy dix ans plus tôt. Derrière elle, le sixième Docteur et Susan Foreman discutent du fait que pour Susan, le premier Docteur est "son" Docteur.
Un nouveau saut dans le temps a lieu, Susan se change en Sarah Jane Smith et elle aperçoit le troisième Docteur. Ils commencent à deviner ce qui leur arrive, mais la Rani ramène différents spécimens d'ennemis du Docteur, un Cyberman, Fifi (l'animal de « The Happiness Patrol »), un Démons des mers, un Ogron et des seigneurs du Temps dans leurs costumes de Gallifrey. À l'issue d'un nouveau saut dans le temps en 1993, le cinquième Docteur, Nyssa et Peri Brown sont attaqués par tous ces ennemis. Ils tentent d'avertir Pat Butcher du danger et finissent par être stoppés par Rani devant le "Queen Victoria" (le bar récurrent de la série Eastenders).

### Deuxième partie
En 1993, le cinquième Docteur se change en troisième Docteur avec à ses côtés, Liz Shaw. La Rani prend le contrôle de l'esprit de Liz, mais elle est délivrée par Mandy Salter (le personnage avait été choisi par vote du public pour la sauver de cette situation). De son côté, le Capitaine Mike Yates arrive au volant de Bessie (l'ancienne voiture du troisième Docteur) et lui demande de monter à l'intérieur. Il l'amène voir le Brigadier. Ils montent dans un hélicoptère et le Docteur se change en sixième Docteur. L'hélicoptère se pose et tandis que le Docteur remercie le Brigadier, un nouveau saut temporel arrive.
1993 dans le garage de "The Arches", Phil et Grand Mitchell découvrent la deuxième Romana qui cherche le Docteur et ils l'envoient chez le Dr Legg. Alors qu'elle passe devant le Queen Victoria, la Rani la capture face à Frank Butcher. Retour en 1973 où le troisième Docteur explique à Victoria Waterfield qui est la Rani et pense que son contrôle du temps est en train de lui échapper. Ils rentrent dans le TARDIS.
Le septième Docteur fait atterrir le TARDIS en 1993 et Leela s'approche de lui : elle dit s'être échappée de la Rani, qui s'est fait passer pour Romana pour la cloner. Toutefois, le fait d'ajouter le cerveau d'un autre seigneur du temps au processus a fait surchauffer l'ordinateur du TARDIS de la Rani. Cela permet au septième Docteur à Ace et à K-9 de pouvoir la piéger. Ils font exploser son TARDIS, la renvoyant dans le tunnel temporel et délivrant le premier et le deuxième Docteur. Le Docteur et Ace récupèrent le matériel informatique de la Rani et repartent dans le TARDIS.

## Continuité
- Tom Baker revient pour la première fois dans le rôle du Docteur depuis 12 ans, étant donné que ses interventions dans l'épisode « The Five Doctors » n'était que des passages d'épisodes non-diffusés issue de l'épisode « Shada ».
- Il s'agit de la dernière apparition télévisée de Jon Pertwee dans le rôle du 3e Docteur avant sa mort en 1996, de Caroline John dans le rôle de Liz Shaw et de Kate O'Mara dans le rôle de la Rani. Les 5e, 6e et 7e Docteurs ne réapparaîtrons pas avant 29 ans plus tard en 2022 lors de caméos de l'épisode spécial à l'occasion du centenaire de la BBC « Le Pouvoir du Docteur », qui est aussi l'épisode finale du 13e Docteur aux côtés de Jodie Whittaker et Sylvester McCoy reviendra également brièvement le temps du téléfilm « Le Seigneur du Temps », trois ans plus tard, et Peter Davison jouera à  nouveau le rôle du 5e Docteur aussi entre-temps dans l'épisode caritatif « Time Crash », antérieurement en 2007 face au 10e Docteur.
- À l'époque, Sophie Aldred avait déjà joué à la fois dans EastEnders dans le rôle de Suzi en 1993 et dans Doctor Who dans le rôle d'Ace.
- C'est la seule et unique fois que l'on voit le Brigadier Lethbridge-Stewart et le 6e Docteur à l'écran.
- Selon le roman Storm in a Tikka toute cette séquence, ainsi que les événements de « Search Out Space » étaient un mauvais rêve du Docteur.

## Production

### Origines
Malgré la non-reconduction de la série par la BBC après le mois de décembre 1989, Doctor Who continuait à voir grossir un phénomène de culte autour de lui : le Doctor Who Magazine se vend de mieux en mieux, les sorties VHS d'ancien épisodes fonctionnent. En 1991, Virgin Publishing publie the New Adventures, des romans racontant la suite des aventures du septième Docteur. Prévues pour sortir tous les deux mois, ces romans marchent tellement bien que Virgin en sort un tous les mois dès l'année 1992. En novembre 1990, les fans de la série saturent le standard de la BBC à la suite d'une attaque concertée afin de demander le retour de la série.
Malgré cela, en septembre 1992, le chef du département des fictions, Peter Cregeen refusa la création d'un épisode spécial pour fêter les trente ans de la série pour novembre 1993. Voyant qu'il y avait un marché potentiel, la division commerciale de la BBC mis en chantier un épisode destiné au marché de la VHS

### Projet "The Dark Dimension"
Les producteurs David Jackson et Penny Mills engagèrent deux scénaristes Adrian Rigelsford et Joanna McCaul pour écrire un script. Rigelsford était connu pour avoir écrit un livre autour des monstres de la série intitulé Doctor Who: The Monsters. Le réalisateur Graeme Harper, qui avait réalisé quelques-uns des épisodes de la série dans les années 1980, notamment « The Caves of Androzani » et « Revelation of the Daleks » signa pour réaliser cet épisode provisoirement intitulé « Lost In The Dark Dimension » ("perdu dans la dimension noire") et parfois simplement « The Dark Dimension » ("la dimension noire.") Le projet fut annoncé à la presse le 10 juin 1993 pour une sortie le 28 novembre sur BBC1.
Rapidement, le projet rencontra de nombreux problèmes : il n'y avait pas assez d'argent pour payer les 5 acteurs encore vivant qui avaient joué le rôle du Docteur et l'idée de Rigelsford de mettre l'accent sur les Docteur de Tom Baker et Sylvester McCoy scandalisa les autres acteurs. Une idée de coproduction avec Amblin échoua, et alors que le tournage était prévu pour la fin du mois d'août, la BBC annonça le 9 juillet que le projet était annulé

### Projet "Dimensions in Time"
Après l'annulation du projet, l'ancien producteur de la série, John Nathan-Turner qui produisait à l'époque les anthologies de la série en VHS, se propose pour faire un épisode qui pourrait être diffusé dans le cadre de Children in Need, un téléthon annuel de la BBC en faveur des enfants nécessiteux qui existe depuis 1980. L'épisode des vingt ans de la série, « The Five Doctors » fut d'ailleurs diffusé dans ce cadre. Nathan-Turner est ami avec l'organisateur, Nick Handel qui il lui avait proposé une sorte d'épisode de 5 minutes qui pourrait être diffusé dans le cadre du téléthon avec une diffusion possible en 3D.
N'ayant jamais écrit de scripts, Nathan-Turner se tourne vers un fan de la série, David Roden, qui accepte d'écrire un scénario nommé “Destination: Holocaust” ("destination : holocauste") et faisant intervenir le septième Docteur et le Brigadier Lethbridge-Stewart dans une église en feu face à des Cybermen. Mais Nathan-Turner trouve cette idée trop chère, souhaite que tous les acteurs jouant le Docteur interviennent et il faut qu'il utilise un effet 3D nommé l'effet Pulfrich dans lequel la caméra bouge en permanence. À des fins de publicité, Nathan-Turner propose que l'histoire se passe à Albert Square, les rues fictives du soap opéra populaire EastEnders et réussi à engager la production de la série dans cet épisode.
Le matériel pour l'épisode commençant à devenir dense, Handel propose que l'épisode soit diffusé en deux parties de 7 et 5 minutes et de diffuser la seconde partie le lendemain dans l'émission Noel's House Party de Noel Edmonds. L'épisode s'intitule d'abord “3-Dimensions Of Time” puis “The Dimensions Of Time” ("La dimension du temps") avant de trouver son titre définitif. Ayant peur que la production de EastEnders refuse, Roden écrit en juillet un épisode intitulé “The Endgame” ("La fin du jeu") dans lequel les Docteur tentent de combattre le créateur de jeux céleste, joué par Michael Gough, dans un parc d'attraction et pouvant servir de plan B.
Des changements auront lieu lors de l'écriture : À l'origine, l'épisode devait commencer par Cyrian chassant un Cyberman pour la ménagerie de la Rani, Cyrian devait trahir la Rani pour les Cybermen, les monstres sur Albert Square auraient révélés être des hologrammes et le 4e Docteur devait se trouver parmi les autres Docteur prisonniers dans Londres. Nathan-Turner insista pour qu'une scène ai lieu entre le sixième Docteur et le Brigadier afin que ces deux personnages apparaissent enfin ensemble. Il fut aussi décidé d'utiliser des images 3D de William Hartnell et de Patrick Troughton, alors décédés, pour signifier qu'ils ont été emprisonnés par la Rani.
À partir de la mi-août, il fut décidé qu'entre les deux épisodes, un appel au télespectateur devait être inséré pour décider de l'issue de l'épisode, afin d'inciter les gens à faire des promesses de dons. Dans un premier temps, il fut décidé de ce qui aiderait le Docteur à s'en sortir, entre une arrivée du Brigadier, l'addition des forces des Docteurs présent ou un lien télépathique avec la Rani. Puis, cette idée fut simplifiée pour savoir lequel de ces deux personnages : Mandy Salter ou "Big" Ron aiderait le Docteur contre la Rani. Entretemps, Tom Baker dit qu'il n'aimait pas son rôle dans l'épisode et Nathan-Turner trouva un compromis en le faisant apparaître au début de l'épisode, appelant les autres Docteurs à l'aide.
Après cette expérience, Roden travailla pour BBC Wales et devint script-éditor pour des séries comme Casualty ou Coronation Street.

### Casting
- Tous les acteurs acceptèrent de jouer dans cet épisode sans être payés, à condition que l'épisode ne soit jamais rediffusé ou vendu sous forme de vidéo.
- Handel souhaite faire revenir le Maître, mais l'acteur Anthony Ainley ne souhaitait pas jouer dans cet épisode. Il se rabat alors sur la Rani, une autre seigneur du temps maléfique, jouée par Kate O'Mara.
- Pour jouer le second maléfique de la Mara, l'acteur shakespearien Ian McKellen fut envisagé un temps avant qu'il ne décline le rôle et que celui-ci n'aille à Samuel West. McKellen, apparaîtra toutefois en faisant la voix de la Grande Intelligence dans l'épisode de noël 2012 « La Dame de glace. »

### Tournage
La réalisation fut confiée à Stuart McDonald, le réalisateur des émissions Children in Need. Le tournage débuta le 21 septembre 1993 dans les studios de Fountain TV à New Malden, dans le Surrey pour les scènes se situant dans le TARDIS de la Rani. La console du TARDIS ayant été jetée après le tournage de l'épisode « The Greatest Show in the Galaxy » celle-ci sera remplacé par une réplique construite pour une convention ayant eu lieu durant l'année. Le monologue de Tom Baker fut enregistré à cette occasion. Il devait originellement se retourner et montrer une cicatrice sur sa joue creusée par une balle de revolver, mais cela fut abandonné.
Une grande partie de l'épisode fut tourné les 22 et 23 septembre dans les rues servant au tournage de la série EastEnders à BBC Elstree située à Borehamwood dans le Hertfordshire. De nombreux acteurs ayant acceptés de venir à l'origine durent annuler à la suite de problèmes de planning comme Katy Manning (Jo Grant), Mary Tamm (la première Romana), Janet Fielding (Tegan Jovanka) et Frazer Hines (Jamie McCrimmon). La plupart des monstres furent joués par des fans de la série portant leurs propres costumes. Le reste de l'épisode fut tourné le 24 septembre dans le quartier de Greenwich pour les scènes près du Cutty Sark, les scènes dans l'hélicoptère (au ) et celles de conclusion de l'épisode, au National Maritime Museum et à la Maison de la Reine. Deborah Watling porte d'ailleurs une cape pour cacher le fait qu'elle avait un bras dans le plâtre et Louise Jameson, qui avait insisté pour avoir sa tenue initiale d'indigène, dû porter un costume d'indienne.

### Post Production
Il fut un temps question que le groupe Pet Shop Boys produise la musique de cet épisode. Ils avaient accepté à condition qu'on entende leur nouveau titre, ce que Nick Handel refusa. La musique fut effectuée par un autre fan de la série Mike Fillis. Ils produisirent une version du générique accéléré pour l'épisode.
L'épisode contient quelques scènes coupés : il devait inclure les Daleks, mais le créateur et détenteur de leurs droits, Terry Nation, refusa la diffusion de ce passage. L'épisode se finissait originellement sur le Docteur et Ace choisissant leur prochaine destination et une scène où "Big Ron" intervient fut tournée mais non diffusée à la suite du choix du public.

## Diffusion et réception
| Épisode | Date de diffusion | Durée | Téléspectateurs en millions |
| --- | ----------------- | ----- | --------------------------- |
| Partie 1 | 26 novembre 1993  | 7:34  | 13,8                        |
| Partie 2 | 27 novembre 1993  | 5:27  | 13,6                        |
| Diffusé en deux parties le 26 et 27 novembre 1993, l'épisode anniversaire a reste l'une des meilleures audience jamais rencontrée par la série avec 13 millions de spectateurs en moyenne. |                   |       |                             |

Le retour de Doctor Who à la télévision fit pour la première fois la couverture du programme télévisé Radio Times en trente ans. À cette occasion des lunettes spéciales permettant de voir le programme en 3D furent vendues dans des boutiques. Les votes durant le téléthon montèrent jusqu'à 100 000 £ et le passage où Mandy sauve le Docteur battit les votes pour “Big” Ron par 22 484 votes à 17 044. Le succès de cet épisode poussa la BBC dans la possibilité de raviver la série.

### Critiques
En dehors de son côté "cérémoniel" l'épisode est considéré comme très mauvais de par sa quantité d'événements et de rebondissements aléatoires. En 1995, les auteurs du livre "Doctor Who : The Discontinuity Guide", disent juste que l'épisode est nostalgique, théâtral et que c'est un amusement sans aucun sens. Les auteurs de Doctor Who : The Television Companion (1998) quant à eux, donnent un 0 à l'épisode et l'intitule un "travestissement de Doctor Who".
Après les critiques, John Nathan-Turner expliquera que l'épisode n'a jamais été fait pour être incorporé dans la mythologie de Doctor Who et qu'il s'agit juste d'un sketch. De plus, l'épisode est aussi considéré comme "non-canonique" pour le fans de Eastenders, le personnage de Pauline Fowler étant censé être vivante en 2013 dans cet épisode alors qu'il a disparu en 2006. De plus, dans l'épisode « L'Armée des ombres » on peut voir le Docteur regarder un épisode de The EastEnders, rendant impossible le fait pour les deux séries de se passer dans le même univers.
Le 9 juillet 2011, Nash du site "That Guy with the Glasses" fera une vidéo de critique de l'épisode en le comparant au Star Wars Holiday Special et le considère comme mal écrit, mal joué, trahissant totalement l'univers de Doctor Who par ses rebondissements et sa mise en scène elliptique.